# Gonzalo Rojas

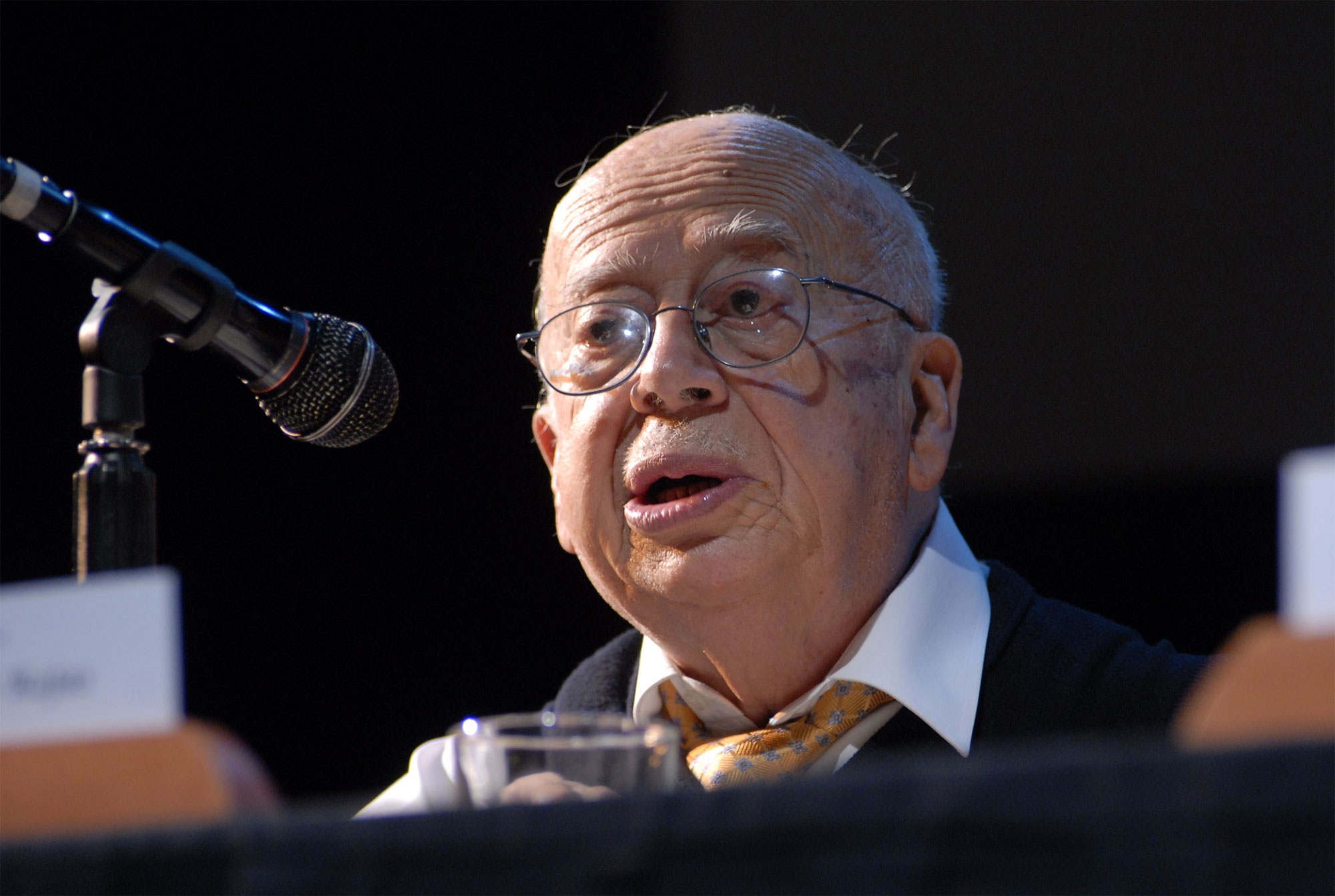
Gonzalo Rojas

Gonzalo Rojas (Lebu, 20 december 1917 - 25 april 2011) was een Chileens dichter.

## Biografie
Hij was de zevende zoon uit een groot mijnwerkersgezin.
Na de staatsgreep in Chili van 1973 ging hij in ballingschap en kon hierdoor doceren aan verschillende universiteiten in Duitsland, VS, Spanje en Mexico. In 1979 keerde hij terug naar Chili om in 1980 naar de Verenigde Staten te vertrekken en daar tot 1995 te wonen.
Hij kreeg een beroerte in februari 2011 en overleed twee maanden later aan de gevolgen hiervan. In Chili werden twee dagen van nationale rouw afgekondigd door de regering.

## Boeken & publicaties
- La miseria del hombre (1948)
- Contra la muerte (1964)
- Oscuro (1977)
- Transtierro (1979)
- Del relámpago (1981)
- 50 poemas (1982)
- El alumbrado (1986)
- Antología personal (1988)
- Materia de testamento (1988)
- Antología de aire (1991)
- Desocupado lector (1990)
- Las hermosas (1991), Zumbido (1991)
- Río turbio (1996)
- América es la casa y otros poemas (1998)
- Obra selecta (1999)

## Eerbetoon
- Chileens nationale literatuurprijs in 1992 (Chili)
- Koningin Sofia prijs in 1992 (Spanje)
- Octavio Pazprijs (Mexico)
- Jose Hernandezprijs (Argentinië)
- Cervantesprijs in 2003

- Bibsys: 90346714
- Biblioteca Nacional de España: XX1107092
- Bibliothèque nationale de France: cb12019538w (data)
- Catàleg d'autoritats de noms i títols de Catalunya: 981058511953406706
- CiNii: DA11370260
- Gemeinsame Normdatei: 118916289
- International Standard Name Identifier: 0000 0000 8369 1222
- Library of Congress Control Number: n79135565
- Nationale Bibliotheek van Letland: 000202841
- Bibliotheek van het Japanse parlement: 001201528
- Nationale Bibliotheek van Tsjechië: jo2007275223
- Nationale Bibliotheek van Israël: 987011596873105171
- Nederlandse Thesaurus van Auteursnamen: 074835998
- Réseau des bibliothèques de Suisse occidentale: 02-A003756512
- LIBRIS: 293686
- SNAC: w6vt9b1v
- Système universitaire de documentation: 028339770
- Virtual International Authority File: 32008591
- WorldCat: E39PBJwX47vC4T6DyprBTFCbBP